# Nordisk skidsport
Nordisk skidsport är en samlingsterm för framför allt backhoppning, längdskidåkning och nordisk kombination. Dessa tre skidgrenar finns alltid med vid världsmästerskapen i nordisk skidsport. Begreppet kan även användas om skidskytte och telemarksskidåkning.